# Oskar Alojzy Halecki
Oscar Alois Leopold Halecki von Nordenhorst (ur. 14 listopada 1838 w Mauer pod Wiedniem, zm. 28 grudnia 1903 w Wiedniu) – tytularny marszałek polny porucznik cesarskiej i królewskiej Armii. Ojciec historyka polskiego Oskara Haleckiego.

## Życiorys
Syn Józefa Macieja Haleckiego (1786–1855), wnuk Stanisława Haleckiego, brat Antoniego Haleckiego. Wywodził się z rodziny polsko-ruskiej pochodzącej z Małopolski. Ukończył Theresianum i rozpoczął służbę w piechocie. W 1859 brał udział w bitwach pod Magentą i Solferino, gdzie był ranny bagnetem. Od 1866 pracował w sztabie Armii Południowej. 14 maja 1884 został mianowany pułkownikiem. W tym samym roku został przeniesiony do Węgierskiego Pułku Piechoty Nr 46 w Segedynie na stanowisko komendanta pułku. W 1889 został przeniesiony do 35 Dywizji Piechoty na stanowisko komendanta 70 Brygady Piechoty w Klużu. 1 maja 1890 został mianowany na stopień generała majora. W tym samym roku został przeniesiony do 7 Dywizji Piechoty na stanowisko komendanta 13 Brygady Piechoty w Osijeku. W 1894 został urlopowany, a 1 maja 1896 przeniesiony w stan spoczynku w stopniu tytularnego marszałka polnego porucznika. W trakcie służby wojskowej odznczony został Orderem Korony Żelaznej III Klasy.
Nie znał języka polskiego, co stwierdza w sposób dość jednoznaczny jego syn w biografii ojca. Na emeryturze zajmował się badaniami przeszłości rodu – ruskich Chaleckich. Świadectwem tych zainteresowań jest przechowywana w Bibliotece Jagiellońskiej teczka zawierająca dane genealogiczne i kronikarskie na temat krewnych (Chronik der Familie Ritter Halecki und deren Verwandschaft zusammengestellt in der zweiten Hälfte des neunzehtnen Jahrhunderts von Anton Vitus Alois Ritter Halecki von Nordenhorst kais.-könig. Oberstleutnant, Wien 4ten Nov. 1887 (Biblioteka Jagiellońska, Przyb. 687/76). Był mężem (ślub 19 lutego 1881) chorwackiej arystokratki Leopoldyny Dellimanić.